# Hayato Ōtani
Hayato Ōtani (japanisch 大谷 駿斗 Ōtani Hayato; * 17. Januar 1997 in der Präfektur Ishikawa) ist ein japanischer Fußballspieler.

## Karriere
Ōtani erlernte das Fußballspielen in der Schulmannschaft der Matto High School und der Universitätsmannschaft der Kanazawa-Gakuin-Universität. Von Juli 2017 bis Saisonende 2018 wurde er an den Drittligisten Kataller Toyama ausgeliehen. Hier absolvierte er acht Drittligaspiele. Nach der Ausleihe wurde er von dem Verein aus Toyama fest unter Vertrag genommen. Von 2019 bis 2020 absolvierte er 51 Drittligaspiele und schoss dabei elf Tore. Im Januar 2021 wechselte er in die zweite Liga. Hier unterschrieb er einen Vertrag bei Zweigen Kanazawa. Am Ende der Saison 2023 belegte er mit Zweigen den letzten Tabellenplatz und musste somit den Weg in die dritte Liga antreten.